# Comté d'El Paso (Texas)
Pour les articles homonymes, voir Comté d'El Paso.
Le comté d'El Paso, en anglais : El Paso County, est le comté le plus à l'ouest de l'État du Texas, aux États-Unis.  Fondé le 3 janvier 1850, son siège de comté est la ville d'El Paso. Selon le recensement des États-Unis de 2020, sa population est de 865 657 habitants. Le comté a une superficie de 2 628,6 km2, dont 2 622,8 km2 en surfaces terrestres. El Paso est la forme raccourcie d'El Paso del Norte, qui signifie en français : Le passage vers le Nord. Il fait référence au passage créé par le fleuve Río Grande, à travers les montagnes. Le comté est bordé par le Mexique, à l'ouest, et par l’État du Nouveau-Mexique, au nord.
Le comté d'El Paso fait partie de la zone métropolitaine d'El Paso (en). Avec le comté de Hudspeth, c'est l'un des deux seuls comtés du Texas, se trouvant dans le fuseau horaire de l'heure des Rocheuses, les autres comtés du Texas utilisent l'heure du Centre. Le comté d'El Paso est l'un des neuf comtés qui composent la région Trans-Pecos de l'ouest du Texas. 

## Organisation du comté
Le comté est fondé le 3 janvier 1850, à partir de terres non rattachées à un comté. Le territoire d'El Paso, inclut des terres de l'actuel Texas et du Nouveau-Mexique. Le 13 décembre 1850, l'État du Texas vend aux États-Unis des terres dans les États actuels du Colorado, du Kansas, du Nouveau-Mexique, de l'Oklahoma et du Wyoming. À quelques exceptions, les frontières de l'État du Texas sont dorénavant fixées. El Paso perd du terrain au profit des États-Unis. Il est définitivement organisé et autonome, le 7 mai 1871.
Le nom espagnol El Paso del Norte désigne un point géographique d'importance historique, le canal creusé par le fleuve Río Grande à travers les montagnes, pour former un passage naturel, pour les voyageurs, du Nord au Sud, et d'Est en Ouest. Le nom El Paso apparaît, dès 1610, dans le récit de Gaspar Pérez de Villagrá (es), poète-historien de l'expédition d'Oñate, en 1598,,.

## Géographie
Le comté d'El Paso est entouré au Nord par le Nouveau-Mexique (comtés de Doña Ana et d'Otero), au Sud, par le fleuve Río Grande qui marque la frontière avec le Mexique (État de Chihuahua) et à l'Est, par le comté de Hudspeth. 
Le siège de comté est El Paso. Il a une superficie totale de 2 628,6 km2, composée de 2 622,8 km2 de terres et de 5,8 km2 de zones aquatiques.

## Démographie

Pyramide des âges du comté d'El Paso (2000).

Lors du recensement de 2010, le comté comptait une population de 800 647 habitants. Elle est estimée, en 2017, à 840 410 habitants,.
| Groupe            | Comté d'El Paso | Texas | États-Unis |
| ----------------- | --------------- | ----- | ---------- |
| Blancs            | 82,1            | 70,4  | 72,4       |
| Autres            | 10,5            | 10,5  | 6,2        |
| Afro-Américains   | 3,1             | 11,9  | 12,6       |
| Métis             | 2,5             | 2,7   | 2,9        |
| Asiatiques        | 1,0             | 3,8   | 4,8        |
| Amérindiens       | 0,8             | 0,7   | 0,9        |
| Océaniens         | 0,1             | 0,1   | 0,2        |
| Total             | 100             | 100   | 100        |
|                   |                 |       |            |
| Latino-Américains | 82,2            | 37,6  | 16,7       |

Selon l'American Community Survey, pour la période 2011-2015, 70,03 % de la population âgée de plus de 5 ans déclare parler l'espagnol à la maison, 27,85 % déclare parler l'anglais, 0,40 l'allemand et 1,72 % une autre langue.

### Source de la traduction
- (en) Cet article est partiellement ou en totalité issu de l’article de Wikipédia en anglais intitulé « El Paso County, Texas » (voir la liste des auteurs).